# Megalogomphus sumatranus
Megalogomphus sumatranus – gatunek ważki z rodziny gadziogłówkowatych (Gomphidae). Występuje w Azji Południowo-Wschodniej – stwierdzony w północno-wschodniej części Sumatry, na Borneo, Półwyspie Malajskim i dalej na północ po Kanchanaburi w Tajlandii; być może występuje też w Mjanmie.